# 寒川町議会
寒川町議会（さむかわまちぎかい）は、神奈川県高座郡寒川町に設置されている地方議会である。

## 概要
- 定数：18人
- 任期：4年
- 選挙区：市全体を1選挙区とする大選挙区制（単記非移譲式）
- 議長：天利薫（さむかわ自民党）
- 副議長：吉田悟朗（さむかわ自民党）

## 運営

### 会期
日本のほとんどの地方議会が年4回の定例会を基本に実施するなか、寒川町議会は議会が主導的かつ機動的に活動できるように会期を1月から12月までの約1年間とする通年議会制を導入した。これにより議長の判断により、いつでも本会議を召集できるようになった。

### 一般質問
一般質問は、各定例会の本会議において議員個人が市政全般について、町長をはじめとした執行機関の考えや政策（計画）の説明を求める事ができる質問のことである。寒川町議会は一般質問において、論点を分かりやすくするために、これまでの一括質問・一括答弁から一問毎に質問して執行機関側が答弁する一問一答方式を導入した。また議員が執行機関と対面しながら質問できるように自分の議席から質問できる対面方式を採用している。質問時間は一人30分（執行機関側からの答弁時間を除く）与えられ、時間内なら何問でも質問してよい。

## 会派
| 会派           | 議員数 | 所属議員（◎は代表） | 所属常任委員会                         | 所属党派   |
| -------------- | ------ | ------------------- | -------------------------------------- | ---------- |
| さむかわ自民党 | 5      | ◎吉田悟朗           | 文教福祉常任委員会                     | 自由民主党 |
| さむかわ自民党 | 5      | 横手旭              | 建設経済常任委員会                     | 自由民主党 |
| さむかわ自民党 | 5      | 杉崎隆之            | 総務常任委員会、建設経済常任委員会     | 自由民主党 |
| さむかわ自民党 | 5      | 岸本優              | 総務常任委員会、文教福祉常任委員会     | 自由民主党 |
| さむかわ自民党 | 5      | 天利薫              | 総務常任委員会                         | 自由民主党 |
| 大志会         | 3      | ◎山上秀樹           | 総務常任委員会、建設経済常任委員会     | 無所属     |
| 大志会         | 3      | 茂内久代            | 総務常任委員会、文教福祉常任委員会     | 立憲民主党 |
| 大志会         | 3      | 佐藤一夫            | 文教福祉常任委員会                     | 無所属     |
| フォーラム寒川 | 2      | ◎柳田遊             | 総務常任委員会、文教福祉常任委員会     | 無所属     |
| フォーラム寒川 | 2      | 柳下雅子            | 文教福祉常任委員会、建設経済常任委員会 | 無所属     |
| 日本共産党     | 2      | ◎山田政博           | 総務常任委員会、文教福祉常任委員会     | 日本共産党 |
| 日本共産党     | 2      | 青木博              | 総務常任委員会、建設経済常任委員会     | 日本共産党 |
| 公明党         | 3      | ◎黒沢善行           | 総務常任委員会                         | 公明党     |
| 公明党         | 3      | 太田真奈美          | 建設経済常任委員会                     | 公明党     |
| 公明党         | 3      | 関口光男            | 文教福祉常任委員会、建設経済常任委員会 | 公明党     |
| 無会派         | 2      | ◎小泉秀輔           | 総務常任委員会、建設経済常任委員会     | 立憲民主党 |
| 無会派         | 2      | 橋本修一            | 文教福祉常任委員会、建設経済常任委員会 | 幸福実現党 |
| 欠員           | 0      |                     |                                        |            |
| 計             | 18     |                     |                                        |            |

（2023年3月7日現在）

## 委員会

### 議会運営委員会
議会運営委員会は、会議の日程や議事の進め方など、円滑な議会運営に必要なことを協議する委員会である。定数は6名である。

### 常任委員会
寒川町議会は本会議の決定によって議案などを専門的に詳しく審査する常設の委員会を設置している。現在は、3つの常任委員会が設置されている。
| 委員会名           | 定数 | 所轄事項 | 委員長                 |
| ------------------ | ---- | --- | ---------------------- |
| 総務常任委員会     | 10人 | - 企画政策部の所管に属する事項 - 総務部の所管に属する事項 - 町民部の所管に属する事項 - 会計課の所管に関する事項 - 消防本部、消防署、消防団の所管に属する事項 - 選挙管理委員会の所管に属する事項 - 監査委員の所管に属する事項 - 固定資産評価審査委員会の所管に属する事項 - 他の委員会の所管に属さない事 | 黒沢善行(公明党)       |
| 文教福祉常任委員会 | 9人  | - 福祉部の所管に属する事項 - 健康子ども部の所管に属する事項 - 教育委員会の所管に属する事項 | 佐藤一夫(大志会)       |
| 建設経済常任委員会 | 9人  | - 環境経済部の所管に属する事項 - 都市建設部の所管に属する事項 - 拠点づくり部の所管に属する事項 - 農業委員会の所管に属する事項 | 横手旭(さむかわ自民党) |

### 特別委員会
特別委員会は、特定の事件について、専門的に調査・検討する必要に応じて設置される委員会である。現在2つの委員会が設置されている。
| 委員会名                                     | 定数 | 所轄事項                                                                      | 委員長                 |
| -------------------------------------------- | ---- | ----------------------------------------------------------------------------- | ---------------------- |
| 東海道新幹線新駅対策特別委員会               | 8人  | - 東海道新幹線新駅周辺のまちづくりの調査、研究 - JR相模線の複線化の調査、研究 | 岸本優(さむかわ自民党) |
| 寒川北インターチェンジ周辺対策特別特別委員会 | 8人  | - 寒川北インターチェンジ周辺の県道・町道の調査、研究                          | 関口光男(公明党)       |

## 議員報酬と諸手当
| 役職   | 報酬            | 期末手当         | 政務活動費  | 合計支給額       |
| ------ | --------------- | ---------------- | ----------- | ---------------- |
| 議長   | 月額 47万9000円 | 年額 250万380円  | 年額 24万円 | 年額 848万8380円 |
| 副議長 | 月額 39万7000円 | 年額 207万2340円 | 年額 24万円 | 年額 707万6340円 |
| 議員   | 月額 36万8000円 | 年額 192万960円  | 年額 24万円 | 年額 594万6960円 |

## その他
- 全国市議会議長会の2016年8月時点、全国町村議会議長会の同7月時点の各調査によると、藤沢喜代治議員が岩手県一戸町議の赤屋敷信一と並んで日本の現職地方議員としては最高齢タイ記録であった。しかし、2017年2月に藤沢が引退したことによって、最高齢及び大正生まれの地方議員は赤屋敷信一1人のみとなった[7]。